# Ornebius unmadacitra
Ornebius unmadacitra är en insektsart som beskrevs av Fernando 1958. Ornebius unmadacitra ingår i släktet Ornebius och familjen Mogoplistidae. Inga underarter finns listade i Catalogue of Life.